# Andrej Jurkov
Andrej Sergeevič Jurkov (in russo Андрей Сергеевич Юрков?; traslitterazione anglosassone Andrey Sergeyevich Yurkov; Krasnoyarsk, 18 novembre 1983) è un bobbista russo.

## Biografia
Iniziò a gareggiare nel 2004 come frenatore per la squadra nazionale russa. Esordì in Coppa del Mondo all'avvio della stagione 2004/05, il 27 novembre 2004 a Winterberg dove si piazzò al 21º posto nel bob a due in coppia con Evgenij Popov, colse il suo primo podio il 14 dicembre 2008 a Igls (3º nella gara a quattro con Dmitrij Abramovič, Filipp Egorov e Pëtr Moiseev). Gareggiò in Coppa Europa a partire dalla stagione 2006/07 e si distinse nelle categorie giovanili conquistando due medaglie nel bob a quattro ai mondiali juniores di cui una d'oro vinta a Schönau am Königssee 2009 con Dmitrij Abramovič alla guida e un argento colto a Sankt Moritz 2010, stavolta col pilota Nikita Zacharov.
Partecipò alle olimpiadi di Vancouver 2010 classificandosi all'ottavo posto  nella gara a quattro con l'equipaggio pilotato da Evgenij Popov.
Prese inoltre parte ai mondiali di Schönau am Königssee 2011 piazzandosi al 10º posto nella gara a quattro con Aleksandr Kas'janov a condurre il mezzo. Ai campionati europei conta invece due partecipazioni e un quarto posto come risultato migliore, ottenuto ad Altenberg 2011 e sempre con Kas'janov alla guida.

## Palmarès

### Mondiali juniores
- 2 medaglie:
  - 1 oro (bob a quattro a Schönau am Königssee 2009);
  - 1 argento (bob a quattro a Sankt Moritz 2010).

### Coppa del Mondo
- 2 podi (tutti nel bob a quattro):
  - 2 terzi posti.

### Circuiti minori

#### Coppa Europa
- 12 podi (2 nel bob a due , 10 nel bob a quattro):
  - 7 vittorie (tutte nel bob a quattro);
  - 3 secondi posti (1 nel bob a due, 2 nel bob a quattro);
  - 2 terzi posti (1 nel bob a due, 1 nel bob a quattro).